# Литюшкина, Нина Васильевна
Ни́на Васи́льевна Литю́шкина (род. 2 ноября 1942, село Чукалы, Мордовская АССР) — советская лётчица, пилот гражданской авиации первого класса, абсолютный рекордсмен мира среди женщин-пилотов по количеству часов общего налёта (23480 часов 37 минут), занесена в Книгу рекордов Гиннесса.

## Биография
Нина Васильевна Литюшкина родилась 2 ноября 1942 года в Мордовии, в селе Чукалы Ардатовского района, в многодетной семье.
После школы работала на Саранском приборостроительном заводе, позже переехала в город Куйбышев, устроившись на работу в приёмосдаточный пункт куйбышевского речного порта.
Не оставляя работу приёмосдатчицы, Литюшкина прошла первоначальную подготовку инструктора-планериста в Куйбышевском аэроклубе.
В 1950-е годы в Саранске была образована Центральная объединённая лётно-техническая школа ДОСААФ СССР, куда Литюшкина подала документы и почти сразу была зачислена.
21 декабря 1964 года Нина Литюшкина вошла в состав Гражданского воздушного флота СССР, начав регулярно летать вторым пилотом самолёта Ан-2 в 68-й отдельной авиаэскадрилье города Саранска, перевозила грузы и пассажиров. В 1968 году, когда Литюшкина налетала свыше двух тысяч часов, её утвердили командиром самолёта.
Спустя несколько лет Нина Васильевна окончила Кировоградскую школу высшей лётной подготовки, где освоила ближнемагистральные самолёты Ил-14 и Ан-24.
В Красноярском авиапредприятии ей предложили должность второго пилота самолёта Ил-14, на котором Нина Васильевна налетала 1774 часа.
Окончив курсы повышения квалификации в Ульяновске и переучившись на Ил-18, Литюшкина была назначена командиром экипажа Ил-18.
Когда в середине 1970-х годов в гражданской авиации появились турбореактивные самолёты, Нина Васильевна переучилась по курсу командиров самолётов линейки «Ту». Аттестационная комиссия утвердила её в должности второго пилота самого сложного в технике пилотирования лайнера Ту-154. Общий налёт Литюшкиной на Ту-154 составил 13580 часов 37 минут.
За время своей работы Нина Литюшкина имела допуск к контрольно-испытательным полётам, полётам с перевозкой важных персон, выполняла полёты по второй категории ИКАО (международной организации гражданской авиации), то есть применяя приборный заход на посадку в сложных метеоусловиях, летала в сокращённом составе, без штурмана, при этом освоила полёты с использованием спутниковых навигационных систем.
Литюшкина — пилот первого класса. Проработав в системе гражданской авиации 45 лет, не допустила ни одной аварии. За время трудовой деятельности она подготовила к самостоятельным полётам пять командиров самолёта Ил-18. Является единственной лётчицей, общий налёт которой составляет 23480 часов 37 минут, или 2,5 года жизни. Такой показатель уникален даже для пилотов-мужчин.
Со 2 февраля 2009 года на пенсии.

## Семья
Воспитывалась бабушкой — Татьяной Павловной Литюшкиной. Отец — Василий Григорьевич Литюшкин, младший брат — российский политик Владимир Васильевич Литюшкин.

## Награды
- Занесена в Книгу рекордов Гиннесса по количеству часов общего налёта среди женщин-пилотов[2];
- Награждена медалью Нестерова № 3917[3] (Указ Президента Российской Федерации от 14 июля 2007 года) — «за заслуги в освоении современной авиационной техники, высокое профессиональное мастерство и многолетнюю добросовестную работу». Является первой женщиной-пилотом удостоенной этой награды и до 2019 года была единственной[4];
- Награждена нагрудным знаком гражданской авиации «За безаварийный налёт часов» I степени — «За 10000 и более безаварийных часов налёта»;
- Награждена юбилейной медалью «100 лет гражданской авиации России» (2023).